# 바라 (음식)
바라(힌디어: वड़ा), 바다(마라티어: वडा), 바데(칸나다어: ವಡೆ), 바타(말라얄람어: വട), 바다이(타밀어: வடை), 또는 가레(텔루구어: గారె)는 남인도의 튀김 간식이다.

## 만들기
감자, 콩, 사고 등으로 만든다. 콩 가운데서는 비둘기콩, 벵골콩, 렌즈콩, 녹두, 우라드콩 등이 주로 쓰이며, 보통 물에 불렸다가 갈아서 쓴다.

## 종류
- 메두 바라: 우라드콩으로 만든다. 도넛처럼 가운데 구멍이 있는 고리 모양으로 만든 바라이다.
- 마살라 바라: 껍질 벗긴 벵골콩으로 만든다. 양파 등 채소와 마살라를 넣어 동글납작한 모양으로 만든다.
- 바타타 바다: 감자로 만든다.

## 사진 갤러리

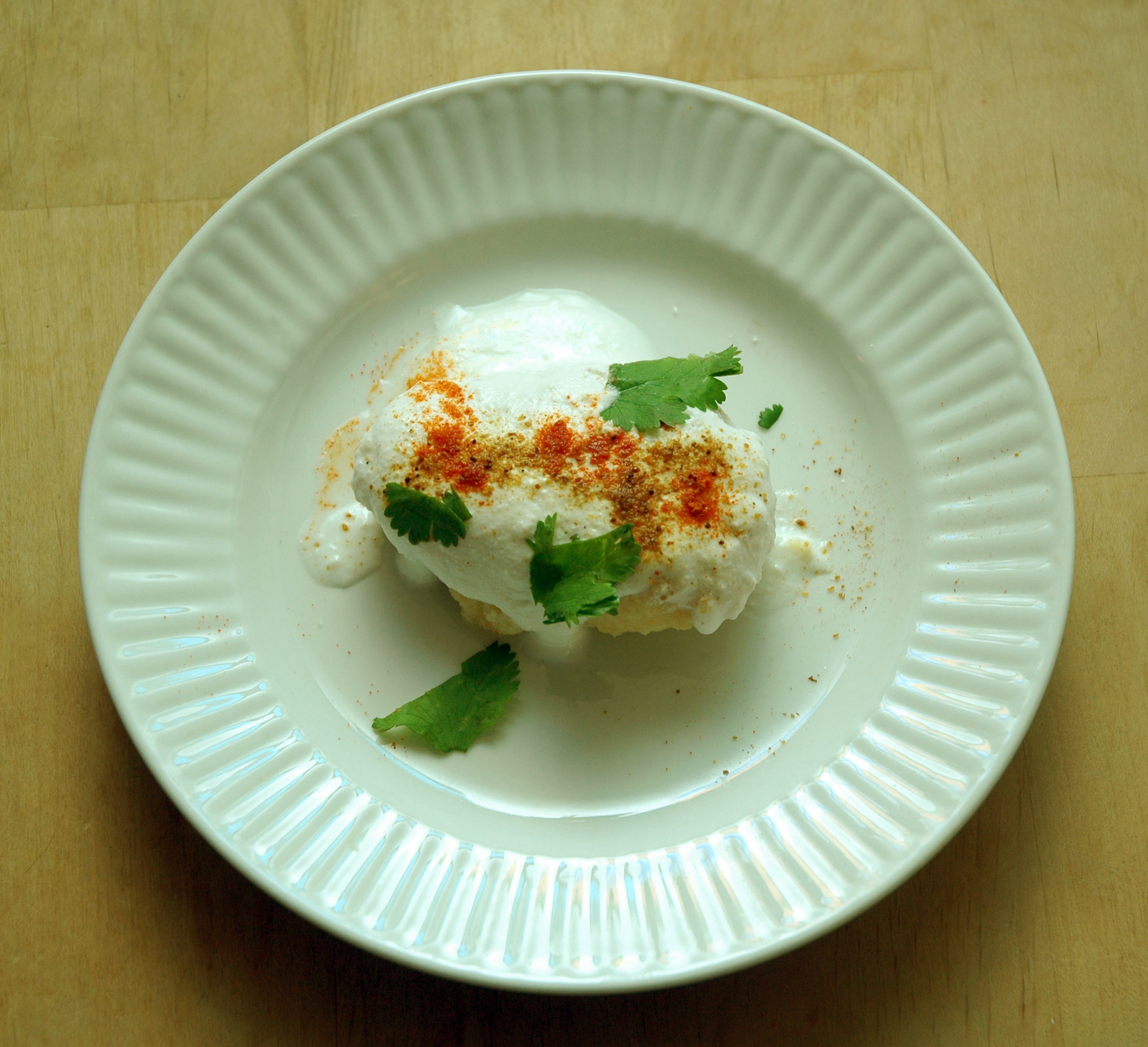
다히 바라
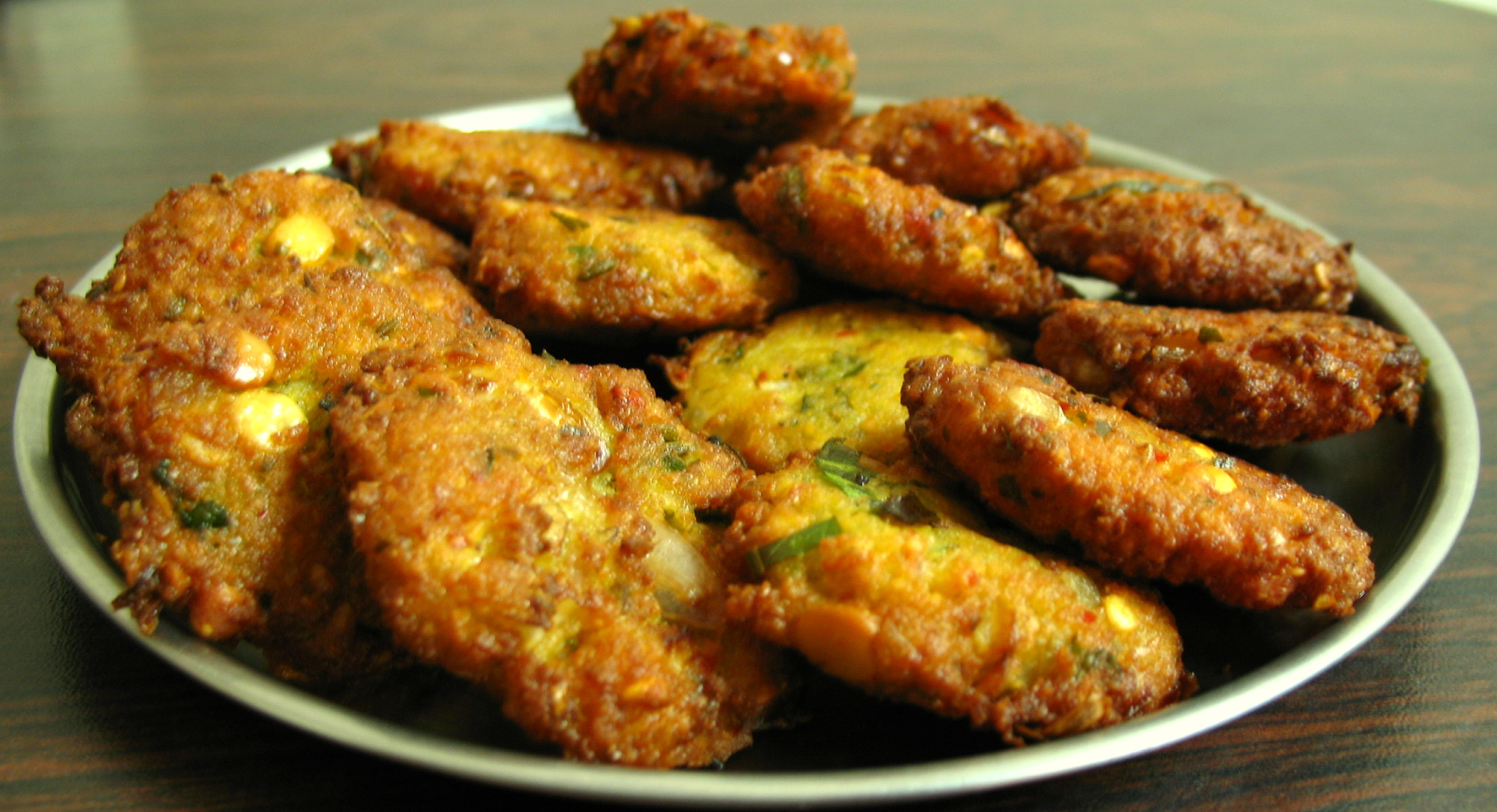
마살라 바라
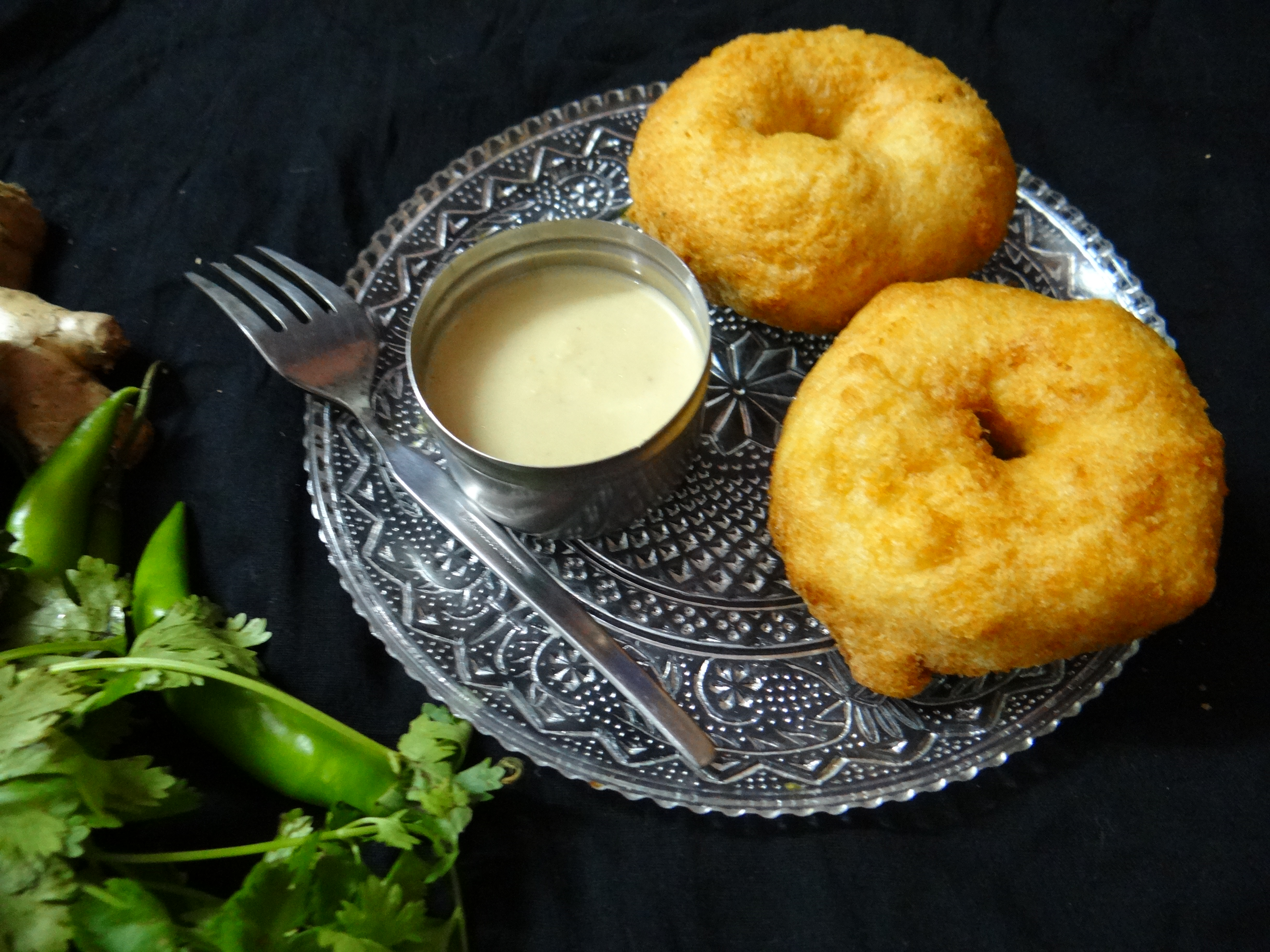
메두 바라

## 같이 보기
- 바지
- 본다
- 파코라